# Hans Deppe
Hans Carl Otto Deppe (12 de noviembre de 1897 - 23 de septiembre de 1969) fue un director y actor cinematográfico de nacionalidad alemana.

## Biografía
Nacido en Berlín, Alemania, Deppe completó un aprendizaje en comercio antes de prepararse como actor a partir de 1914 en el Seminario Max Reinhardt. En 1918 se trasladó a Berlín, entrando en el Konzerthaus Berlin como aprendiz, y desde 1921 a 1928 fue actor de carácter en el Deutsches Theater de Max Reinhardt. Junto a Werner Finck y Rudolf Platte fundó posteriormente el cabaret Die Katakombe. Su debut en el cine como actor tuvo lugar en la cinta dirigida por Lupu Pick en 1930/31 Gassenhauer. Después hizo papeles de reparto en películas de éxito como la dirigida por Phil Jutzi Berlin – Alexanderplatz (1931), o Ein blonder Traum (con Lilian Harvey). 
La primera película dirigida por Hans Deppe fue una adaptación de la obra de Theodor Storm Der Schimmelreiter (1934), aunque en la misma también tuvo labores de dirección Curt Oertel. Fue considerada una película de interés artístico por el organismo Filmprüfstelle (Consejo de Cine). Hasta 1945 Deppe dirigió otras 30 películas, la mayor parte de ellas comedias, filmes románticos y del género Heimatfilm, entre ellas Schloß Hubertus (1934), Scheidungsreise (1938), Gefährlicher Frühling (1943) y Der Majoratsherr (1944), destacando algunas por su valor artístico. Galanes favoritos de Deppe, que trabajaro con el director en muchas de sus producciones, fueron los actores Hansi Knoteck y Paul Richter.
Finalizada la Segunda Guerra Mundial, la carrera de Hans Deppe como director se aceleró, y en los años 1950 produjo algunos clásicos alemanes del género Heimatfilm, entre ellos Schwarzwaldmädel (1950), Grün ist die Heide (1951), Ferien vom Ich (1952), Heideschulmeister Uwe Karsten (1954), Der Pfarrer von Kirchfeld y Wenn die Alpenrosen blüh’n (ambos filmes de 1955). En 1953 dirigió a una joven Romy Schneider en Wenn der weiße Flieder wieder blüht, película que suponía su debut en el cine. Su penúltima dirección cinematográfica fue una versión de la película antisemita dirigida en 1939 por Hans H. Zerlett, Robert und Bertram. 
En los años 1960, Hans Deppe trabajó también en la televisión, medio para el cual actuó y dirigió en numerosas producciones. Además de todo ello, uno de los intereses privados de Deppe, según afirmaba el actor Charles Regnier en una entrevista en 1999, fue el arte del teatro de títeres.
Hans Deppe falleció en Berlín, Alemania, en  1969, a causa de una diabetes. Fue enterrado en el Cementerio Waldfriedhof Heerstraße, en Berlín.

## Filmografía

### Director
| - 1934: Die rosarote Brille (corto) - 1934: Die kleinen Verwandten (corto) - 1934: Der Schimmelreiter (también guionista y actor) - 1934: Schloß Hubertus - 1934: Herr Kobin geht auf Abenteuer - 1934: Ferien vom Ich - 1934: Bums, der Scheidungsgrund (corto) - 1935: Nacht der Verwandlung/Demaskierung - 1935: Die Heilige und ihr Narr - 1935: Der mutige Seefahrer - 1935: Der Außenseiter - 1936: Die Drei um Christine - 1936: Straßenmusik - 1936: Drei tolle Tage - 1936: Der Jäger von Fall - 1937: Das schöne Fräulein Schragg - 1937: Meiseken/Die Erbschleicher/Gelegenheit macht Diebe - 1937: Das Schweigen im Walde - 1937: 2 x 2 im Himmelbett - 1938: Gewitter im Mai - 1938: Narren im Schnee - 1938: Scheidungsreise - 1939: Die kluge Schwiegermutter - 1939: Das Ekel - 1940: Verwandte sind auch Menschen - 1940: Der Sündenbock - 1941: Der laufende Berg - 1941: Heimaterde - 1943: Der Ochsenkrieg - 1943: Der kleine Grenzverkehr - 1943: Gefährlicher Frühling - 1944: Der Majoratsherr - 1945: Ein Mann wie Maximilian - 1945/49: Wie sagen wir es unseren Kindern?/Ehe mit Hindernissen - 1947: Kein Platz für Liebe (también guion) - 1949: Die Kuckucks - 1949: Die Freunde meiner Frau/Vier junge Detektive | - 1949: Man spielt nicht mit der Liebe - 1950: Eine Nacht im Separee - 1950: Schwarzwaldmädel - 1951: Es geht nicht ohne Gisela - 1951: Grün ist die Heide - 1952: Ferien vom Ich - 1952: Der Fürst von Pappenheim - 1952: Das Land des Lächelns - 1953: Heimlich, still und leise (también productor) - 1953: Wenn der weiße Flieder wieder blüht - 1954: Die sieben Kleider der Katrin - 1954: Heideschulmeister Uwe Karsten - 1954: Die tolle Lola - 1955: Sohn ohne Heimat - 1955: Die Frau des Botschafters - 1955: Der Pfarrer von Kirchfeld (también productor) - 1955: Wenn die Alpenrosen blüh’n (también productor) - 1955: Ihr Leibregiment (también actor) - 1956: Der Fremdenführer von Lissabon (también productor) - 1956: Tausend Melodien - 1956: Mein Bruder Josua/Der Bauer vom Brücknerhof - 1956: Solange noch die Rosen blühn (también productor) - 1957: Unter Palmen am blauen Meer - 1957: Alle Wege führen heim - 1958: Immer die Radfahrer - 1958: 13 kleine Esel und der Sonnenhof - 1959: So angelt man keinen Mann - 1959: Mandolinen und Mondschein - 1959: Kein Mann zum Heiraten - 1959: Gitarren klingen leise durch die Nacht - 1959: Der Haustyrann - 1960: Wenn die Heide blüht - 1961: Robert und Bertram - 1962: Unsere Jenny (TV) - 1962: Muß i denn zum Städtele hinaus - 1966: Wie lernt man Reisen? (TV) |

### Actor
| - 1931: Gassenhauer - 1931: Zwei Herzen und ein Schlag - 1931: Berlin – Alexanderplatz - 1932: Stürme der Leidenschaft - 1932: Der Sieger - 1932: Ein blonder Traum - 1933: Die Wette - 1933: Eine Stadt steht Kopf - 1933: Großstadtnacht - 1933: Eine Tür geht auf - 1933: Ich und die Kaiserin - 1933: Ein gewisser Herr Gran - 1933: Hitlerjunge Quex - 1933: Die schönen Tage von Aranjuez | - 1933: Der Stern von Valencia - 1934: Pappi - 1934: Frau Eva wird mondain! - 1948: Berliner Ballade - 1952: The Berliner - 1962: Freddy und das Lied der Südsee - 1963: Der Fall Rohrbach (TV) - 1965: Man soll den Onkel nicht vergiften (TV) - 1966: Förster Horn (TV) - 1966: Socialaristokraten (TV) - 1968: Unwiederbringlich (TV) - 1969: Mathilde Möhring (TV) - 1969: Zwei ahnungslose Engel (TV) - 1970: Nicht nur zur Weihnachtszeit (TV) |